# Nasbinals (kanton)

A kanton községei

Nasbinals kanton (franciául Canton de Nasbinals) Lozère megye nyugati részén fekszik, a Mende-i kerületben, központja Nasbinals.
Területe 194,82 km², 2010-ben 1205 lakosa volt, népsűrűsége 6 fő/km². Az Aubrac-hegység 6 községe tartozik hozzá. A kanton községei egyben a Lozère-i Aubrac Településtársulást (Communauté de communes de l'Aubrac lozérien) alkotják 2007. október 30. óta.
A kanton területének 3,9%-át (7,60 km²) borítja erdő (ez a legalacsonyabb arány a megye kantonjai közül).

## Községek
| Község neve       | Terület (km²) | Népesség (2010, fő) | Népsűrűség (2010, fő/km²) |
| ----------------- | ------------- | ------------------- | ------------------------- |
| Grandvals         | 12,84         | 83                  | 6,4                       |
| Malbouzon         | 14,26         | 146                 | 10,2                      |
| Marchastel        | 34,87         | 77                  | 2,4                       |
| Nasbinals         | 63,34         | 500                 | 7,9                       |
| Prinsuéjols       | 42,96         | 158                 | 3,7                       |
| Recoules-d’Aubrac | 26,55         | 241                 | 9,1                       |
| Nasbinals kanton  | 194,82        | 1205                | 6                         |

## Népesség
| Év   | Lakosság |
| ---- | -------- |
| 1962 | 1922     |
| 1968 | 1836     |
| 1975 | 1679     |
| 1982 | 1485     |
| 1990 | 1311     |
| 1999 | 1264     |
| 2010 | 1205     |